# Une fenêtre ouverte
Pour plus de détails, voir Fiche technique et Distribution.
Une fenêtre ouverte  est un documentaire franco-sénégalais réalisé en 2005 par Khady Sylla.

## Synopsis
Comment dire la folie ? Comment exprimer la souffrance qui l’accompagne? En 1994, alors qu’elle basculait dans la maladie, Khady Sylla a rencontré Aminta Ngom qui exhibait alors sa folie librement, sans craindre la provocation. Pendant les années de souffrance de Khady, Aminta fut sa fenêtre sur le monde.

## Fiche technique
- Réalisation : Khady Sylla
- Production : Guiss Guiss Communication Athénaïse
- Scénario : Khady Sylla
- Image : Charlie Van Damme
- Son : Mbaye Samb, Éric Münch
- Montage : Amrita David

## Distinctions
- Filmer à tout prix – Bruxelles 2006
- Vue sur les Docs – Marseille 2005